# Światło i mrok
Światło i mrok – siódmy album studyjny zespołu Wilki wydany 6 listopada 2012 roku przez wytwórnię płytową Sony Music. Wydawnictwo promowane było utworem „Czystego serca”. Do piosenki zrealizowano teledysk, w którym wystąpili Joanna Kupińska i Paweł Iwanicki. Album został nagrany z dwoma nowymi muzykami zespołu – gitarzystą Maciejem Gładyszem i basistą Stanisławem Wróblem, którzy dołączyli do grupy w 2011 roku. Nad nowym krążkiem pracował także Andrzej Smolik, grający na instrumentach klawiszowych, ale nie występujący obecnie w składzie koncertowym.
Robert Gawliński o współpracy z nowym składem wypowiada się następująco:

Bardzo możliwe, że to optymalny skład Wilków, najlepszy w historii tego zespołu.

8 stycznia 2013 roku opublikowany został drugi singel promujący, zatytułowany „Miłości kwiat nieśmiały”.

## Lista utworów
| 1.  | „Światło i mrok” (muz. sł. R. Gawliński)                                     | 3:04  |
|     |                                                                              |       |
| 2.  | „Syriusz” (muz. R. Gawliński, M. Cupas; sł. R. Gawliński)                    | 3:12  |
|     |                                                                              |       |
| 3.  | „Czystego serca” (muz. sł. R. Gawliński)                                     | 4:23  |
|     |                                                                              |       |
| 4.  | „Pierwsze pióro” (muz. sł. R. Gawliński)                                     | 3:40  |
|     |                                                                              |       |
| 5.  | „Świat to fajne miejsce” (muz. sł. R. Gawliński; chórki rodzina Gawlińskich) | 6:29  |
|     |                                                                              |       |
| 6.  | „Miłości kwiat nieśmiały” (muz. sł. R. Gawliński)                            | 3:30  |
|     |                                                                              |       |
| 7.  | „Srebrny pył” (muz. sł. R. Gawliński)                                        | 3:01  |
|     |                                                                              |       |
| 8.  | „Pieśń wieloryba” (muz. R. Gawliński; sł. P. „Mizerny” Liszcz)               | 2:43  |
|     |                                                                              |       |
| 9.  | „Spłonąć i odejść” (muz. sł. R. Gawliński)                                   | 3:21  |
|     |                                                                              |       |
| 10. | „Zwykła miłość” (muz. sł. R. Gawliński)                                      | 3:19  |
|     |                                                                              |       |
| 11. | „Życie trwa” (muz. sł. R. Gawliński)                                         | 3:30  |
|     |                                                                              |       |
|     |                                                                              | 40:12 |
|     |                                                                              |       |

## Wykonawcy
| - Robert Gawliński – wokal, gitara akustyczna - Mikis Cupas – gitara elektryczna, gitara akustyczna - Maciej Gładysz – gitara elektryczna, gitara akustyczna, banjo, sitar - Stanisław Wróbel – gitara basowa, kontrabas - Andrzej Smolik – instrumenty klawiszowe - Hubert Gasiul – perkusja, cajón | - Izabela Taraszkiewicz - sekcja smyczków - Dawid Lubowicz - sekcja smyczków - Mateusz Smoczyński - sekcja smyczków - Piotr Taraszkiewicz – realizacja i mixy utworów: 3, 4, 5, 6, 10, 11 - Leszek Łuszcz - mixy utworów: 1, 2, 7, 8, 9 - Karolina Markiewicz - foto - Sławek Jurek - Art&Design |